# Канада на Летњим олимпијским играма 1948.
Канада је учествовала на Летњим олимпијским играма, одржаним 1948. године у Лондону Енглеска, по десети пут у својој историји, освојивши на овим играма три медаље. Од те три освојене медаље једна је била сребрна и две бронзане. 
Канада је на ове игре послала екипу спортиста која је бројала 118 чланова (100 спортиста и 18 спортисткиња) који су узели учешће у 80 спортских дисциплина од укупно 13 спортова у којима су се такмичили.
По другом извору TSN, канадском спортском ТВ каналу, Канада је на ове игре послала 106 спортиста

### Освојене медаље на ЛОИ
| Освојене медаље канадских спортиста на ЛОИ 1948. |                         |       |        |        |        |
| Спортиста                                        | Спорт                   | Злато | Сребро | Бронза | Укупно |
| Даглас Бенет                                     | Кану C-1 1.000 m, мушки  | 0     | 1      | 0      | 1      |
| Норман Лејн                                      | Кану C-1 10.000 m, мушки | 0     | 0      | 1      | 1      |
| Штафета                                          | Атлетика, 4x100m        | 0     | 0      | 1      | 1      |
| Укупно                                           | 2                       | 0     | 1      | 2      | 3      |